# Graphiurus surdus
Graphiurus surdus is een zoogdier uit de familie van de slaapmuizen (Gliridae). De wetenschappelijke naam van de soort werd voor het eerst geldig gepubliceerd door Dollman in 1912.